# Íhor Kostenko
Íhor Íhorovitx Kostenko (en ucraïnès, Ігор Ігорович Костенко; Zubrets, raion de Butxatx, 31 de desembre de 1991 – Kíev, 20 de febrer de 2014) fou un periodista i estudiant ucraïnès.

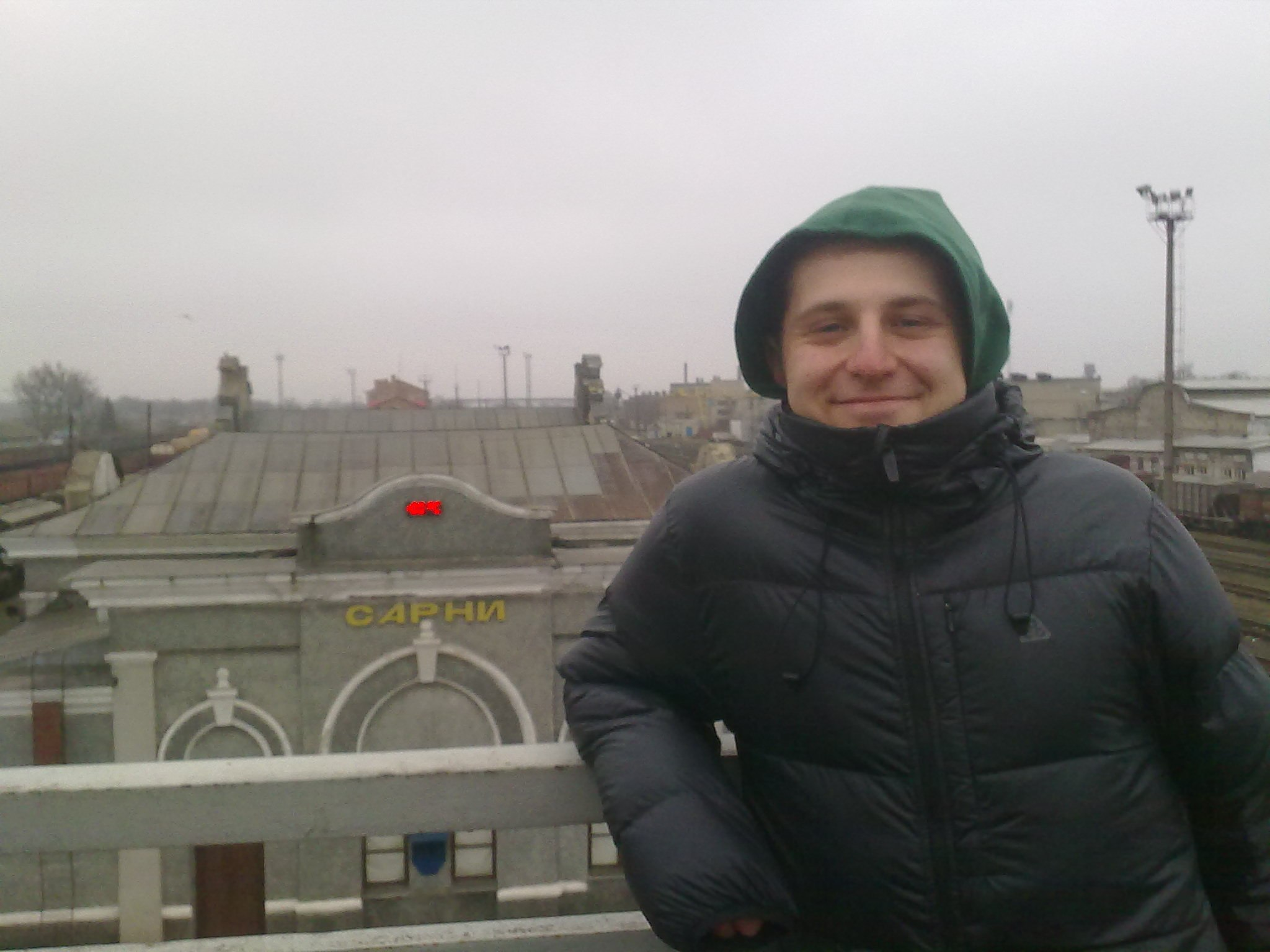

Kostenko estudià geografia a la Universitat de Lviv. També exercí de periodista al diari digital esportiu Sportanalitika. A més, fou un contribuïdor assidu a la Viquipèdia en ucraïnès sota el nom d'usuari Ig2000.
Activista a les manifestacions d'Euromaidan, va ser mort el 20 de febrer de 2014. El 21 de novembre de 2014, juntament amb els altres activistes morts durant l'Euromaidan, fou guardonat pòstumament com a Heroi d'Ucraïna, el títol nacional més alt.